# Jonomicin
Jonomicin je jonofor koji proizvodi bakterija Streptomyces conglobatus. On se koristi za povećavanje intracelularnih nivoa kalcijuma (Ca2+), i kao istraživačko oruđe u studiranju Ca2+ transporta kroz biološke membrane. On se takođe koristi za stimulaciju intracelularne produkcije citokina, interferona, perforina, IL-2, i IL-4 obično u kombinaciji sa PMA-om. Ti citokini su važni u inflamatornom responsu.
Jonomicin je komercijalno dostupan u obliku slobodne kiseline, ili kao Ca2+ so.